# Idiops mafae
Idiops mafae är en spindelart som beskrevs av Lawrence 1927. Idiops mafae ingår i släktet Idiops och familjen Idiopidae.
Artens utbredningsområde är Namibia. Inga underarter finns listade i Catalogue of Life.